# Archives départementales du Pas-de-Calais
Les archives départementales du Pas-de-Calais sont un service du conseil départemental du Pas-de-Calais chargé de la gestion des archives publiques et de certaines archives privées produites dans le département. 
Les archives sont réparties dans deux centres :
- Le centre Mahaut-d'Artois à Dainville pour les fonds antérieurs à 1940, les registres paroissiaux et d'état civil, les fonds privés, les archives notariales et des juridictions notamment ;
- Le centre Georges-Besnier (dépôt originel devenu dépôt annexe) à Arras pour la presse locale et les archives postérieures à 1940 (hors archives notariales et des juridictions).

## Histoire

### Première Guerre mondiale
Les archives départementales subissent des pertes et destructions très importantes, dès le début de la Première Guerre mondiale. En 1914, le 1er étage du Palais Saint-Vaast qui abrite alors les archives est détruit par les canons allemands. Les archivistes n'ont pu sauver - dans une cave non occupée par les défenseurs de la ville - que « les plus précieuses des archives anciennes et les documents les plus utiles des séries modernes » . L'essentiel des archives notariales et de celles des juridictions d'Ancien Régime et le début de plusieurs séries modernes est détruit. 
En février 1915, l'archiviste-adjoint demande, au nom de l'administration, hommes et camions pour évacuer ces archives afin de continuer la descente dans la cave d'autres séries, mais à cette date, la bataille fait rage autour d'Arras, dont les principaux monuments ont déjà été incendiés, et on lui répond que les hommes sont dans les tranchées et les camions au ravitaillement. C'est ainsi qu'il fallut laisser exposés aux bombes incendiaires (obus au phosphore), de précieux matériaux historiques . 
Le bombardement du 5 juillet 1915 eut enfin raison du Palais Saint-Vaast, provoquant un incendie qui fit rage pendant deux jours, dévorant les archives, la bibliothèque (à l'exception des manuscrits mis à l'abri par le personnel des archives), le Musée et les collections de l'Académie d'Arras, une des premières sociétés savantes créées en France .
Durant l'incendie de la cathédrale, le personnel des archives, avec deux officiers du 59e cantonné là, réussissent aussi à sauver pour la troisième fois, malgré les barrages, celles des archives anciennes d'Arras qui n'avaient pas brûlé dans l'hôtel de ville . 
La cave abritant les archives menaçant de s'effondrer, l'archiviste obtient finalement en août 1915 des hommes de corvée et des camions lui permettant d'évacuer, en quinze convois de nuit, tous feux éteints via la gare intacte la plus proche où sept wagons furent remplis des archives anciennes et envoyés aux Archives nationales à Paris, et sept autres (les archives modernes) à Boulogne-sur-Mer dans un local voisin des locaux provisoires de la Préfecture, dans une dépendance du musée de Boulogne-sur-Mer) ce qu'il restait des archives. Un obus de 210 fit effectivement s'effondrer la voûte quelques jours après . 
Trois autres wagons, également chargés de nuit, permirent de sauver des papiers non périmés et d'autres à conserver indéfiniment, des archives hospitalières (dont treize fonds anciens du XIIe au XVIIIe siècle) et deux autres vers Montreuil et la Préfecture de Boulogne-sur-Mer . 
La bibliothèque s'enrichit de photos des villages du front (de la section photographique de l'armée). Les archivistes collectent aussi tant qu'ils le peuvent des plans des municipalités détruites (2 500 plans ou croquis, prélevés dans 11 200 liasses du dépôt et dans 500 cartons d'archives des divisions, classés pour 239 communes, et 267 rouleaux de plans cadastraux et des photos aériennes prises de 1914 à mai 1915 pour 48 communes (venant du service des fabrications de l'aviation militaire). 
Pour préparer la reconstruction, 130 portefeuilles ont regroupé les affaires communales récentes et en instance. Ce travail sera très utile pour le service de la "Reconstitution des communes du front", de la mission française auprès de l'armée britannique et pour les officiers des forces britanniques recherchant la topographie souterraine (plusieurs milliers de demandes de recherche et communication ont été faites par ces services à la fin de la guerre et l'année suivante[réf. souhaitée]).
Durant la guerre, et même dans les communes du front, des tournées spéciales du service d'inspection des archives, des sous-préfectures, des communes et des hospices ont été faites, consignées dans les rapports au Conseil général et les maires ont reçu des instructions pour conserver ou mettre à l'abri leurs archives les plus précieuses. Une circulaire du 6 juin 1918 prescrit l'évacuation des plans et matrices, registres clos et documents les plus utiles. De nombreuses archives communales du Pas-de-Calais (cadastres, registres d'état-civil) sont alors évacuées à Saint-Josse puis conduites au château de Chambord, ainsi que des papiers domaniaux, notariaux, ecclésiastiques et privés, ainsi que des archives hospitalières d'Arras évacuées à Montreuil.

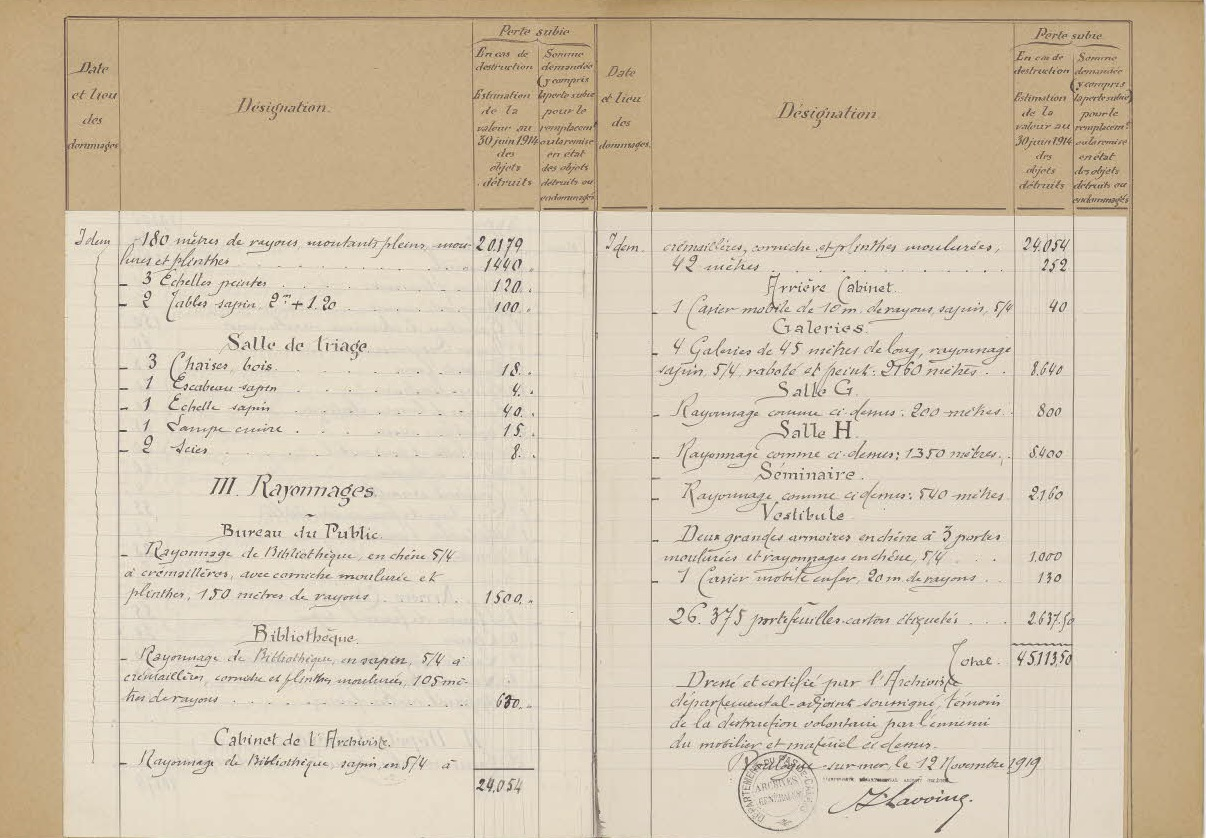
Inventaire chiffré des destructions mobilières subies par les Archives départementales du Pas-de-Calais lors des bombardements incendiaires des 5-7 juillet 1915 Archives nationales AB/XXXI/368.

### Après la Première Guerre mondiale
L'archiviste Georges Besnier (1879-1961) remplace Pierre Flament (mort sur le front) en 1919. Il occupera ce poste de 1919 à 1942, et de 1946 à 1949. Il sera aussi chef du « Service départemental d'apurement des comptes de guerre des communes envahies » (1924-1931).[réf. souhaitée]
En 1924, un nouveau bâtiment est construit place de la préfecture au numéro 12 à Arras mais il s'avèrera vite insuffisant.
La Seconde Guerre mondiale perturbe à nouveau les services.
En 1972-1974 , est effectué la construction d'une tour pour les archives (architecte ; Francis Lemaire) dite Centre Mahaut-d'Artois ou tour de Dainville à Dainville, dans la banlieue d'Arras.  
Aujourd'hui, les archives administratives postérieures à 1940, une partie de la bibliothèque administrative et de la presse périodique locale sont conservées dans l'ancien site, dit Centre Georges-Besnier, près de la Préfecture, qui abrite aussi les microfilms des registres paroissiaux et d'état civil et des tables décennales (les originaux étant à Dainville). Le Centre Mahaut-d'Artois abrite à Dainville environ 28 kilomètres linéaires d'archives, les fonds antérieurs à la Révolution, les fonds révolutionnaires et modernes, les minutes notariales, les archives des juridictions, le cadastre, les fonds privés et iconographiques et une salle de lecture de 40 places.

## Directeurs
- Jules Chavanon
- 1879-1899 : Henri Loriquet
- 1913-1918 : Pierre Flament
- 1919-1949 : Georges Besnier
- 1949-1987 : Pierre Bougard
- 1987-1997 : Catherine Dhérent
- 1997-2003 : Patrice Marcilloux
- 2003-2008 : Jean-Éric Iung
- Depuis 2008 : Lionel Gallois

## Pour approfondir